# Talpa caucasica
Talpa caucasica là một loài động vật có vú trong họ Talpidae, bộ Soricomorpha. Loài này được Satunin mô tả năm 1908.